# Atabey Çiçek
Atabey Çiçek (sinh 24 tháng 7 năm 1995) là một cầu thủ bóng đá Thổ Nhĩ Kỳ. Hiện tại anh thi đấu ở vị trí tiền đạo cho Adana Demirspor mượn từ İstanbul Başakşehir.